# Schyngghyrlau (Westkasachstan)
Schyngghyrlau (kasachisch Шыңғырлау, russisch Чингирлау Tschingirlau) ist ein Ort in Kasachstan.

## Geografie
Schyngghyrlau liegt im Westen Kasachstans im Gebiet Westkasachstan. Nördlich der Ortsgrenze durchfließt der Fluss Ilek die Region; dieser stellt zudem die Grenze zwischen Kasachstan und Russland dar. Schyngghyrlau liegt etwa 190 Kilometer östlich von Oral und rund 100 Kilometer südwestlich von Orenburg und ist Verwaltungssitz des gleichnamigen Audan Schyngghyrlau.

## Geschichte
Das Dorf war ab Beginn des 19. Jahrhunderts als Handelsplatz überregional bekannt. Kaufleute aus Sibirien kamen in das Dorf, um Pelze und Stoffe zu verkaufen; einheimische Kasachen verkauften hier gefangenen Fisch. In der Folge wuchs das Dorf immer weiter und wurde 1928 zum Verwaltungssitz des gleichnamigen Bezirks.

## Bevölkerung
Bei der Volkszählung 1999 hatte Schyngghyrlau 6722 Einwohner. Die Volkszählung 2009 ergab für den Ort eine Einwohnerzahl von 7005. Bei der letzten Volkszählung 2021 lebten 7639 Menschen in Schyngghyrlau. Die Fortschreibung der Bevölkerungszahl ergab zum 1. Januar 2025 eine Einwohnerzahl von 7557.
| Einwohnerentwicklung               | Einwohnerentwicklung | Einwohnerentwicklung | Einwohnerentwicklung | Einwohnerentwicklung | Einwohnerentwicklung | Einwohnerentwicklung |
| 1959                               | 1970                 | 1979                 | 1989                 | 1999                 | 2009                 | 2021                 |
| ---------------------------------- | -------------------- | -------------------- | -------------------- | -------------------- | -------------------- | -------------------- |
| 3132                               | 7384                 | 7655                 | 7769                 | 6722                 | 7005                 | 7639                 |
| Anmerkung: Volkszählungsergebnisse |                      |                      |                      |                      |                      |                      |

## Verkehr
Im Ort gibt es einen Bahnhof an der Bahnstrecke Saratow – Jerschow – Oral – Sol-Ilezk. Es ist der letzte Halt auf der Strecke nach Sol-Ilezk auf kasachischer Seite. Durch Schyngghyrlau verläuft eine regionale Fernstraße, die in Richtung Westen nach Aqsai und dann weiter über Fjodorowka nach Oral führt; in Richtung Süden durchquert sie den Bezirk Schyngghyrlau und mündet dann schließlich in die M32.

## Söhne und Töchter des Ortes
- Murat Baimenow (* 1969), Politiker